# Mémoire sur la famille des Rubiacées
Mémoire sur la famille des Rubiacées (abreviado Mém. Rubiac.) es un libro con ilustraciones y descripciones botánicas que fue escrito por el médico, micólogo, botánico, pteridólogo, y briólogo francés Achille Richard y publicado en el año 1801 con el nombre de Mémoire sur la famille des rubiacées contenant la description générale de cette famille et les caractères des genres qui la composent.